# زون گذار (زمین)
زون گذار (انگلیسی: Transition zone) بخشی از گوشته سیاره‌ای زمین است که بین زیرگوشته و روگوشته قرار دارد. به‌صورت دقیق‌تر، زون گذار بین اعماق لرزه‌ای-ناپیوستگی حدود ۴۱۰ تا ۶۶۰ کیلومتر (۲۵۰ تا ۴۱۰ مایل) قرار دارد اما به‌طور گسترده‌تر به عنوان منطقه ای که آن ناپیوستگی‌ها را در بر می‌گیرد، یعنی اعماق بین ۳۰۰ و ۸۵۰ کیلومتر (۱۹۰ و ۵۳۰ مایل) تعریف می‌شود. گوشته جامد و سنگی زمین زون گذار گوشته (اغلب به اختصار MTZ) را در بر می‌گیرد که عمدتاً از پریدوتیت، یک سنگ آذرین فرامافیک تشکیل شده است.
گوشته زمین در نتیجه ناپیوستگی‌های ناگهانی لرزه‌ای - سرعت در اعماق ۴۱۰ و ۶۶۰ کیلومتر (۲۵۰ و ۴۱۰ مایل) به سه بخش روگوشته، زون گذار و زیرگوشته تقسیم می‌شد. تصور می‌شود که این وضعیت در نتیجه رویداد بازچینش دانه‌ها در الیوین (که بخش بزرگی از پریدوتیت را تشکیل می‌دهد) در عمق ۴۱۰ کیلومتر (۲۵۰ مایل) است که در نتیجه افزایش فشار با افزایش عمق، ساختار بلوری متراکم‌تری را تشکیل می‌دهد. شواهد حاکی از آن است که زیر عمق ۶۶۰ کیلومتر (۴۱۰ مایل) به دلیل تغییرات فشار کانی‌های رینگوودیت به دو فاز متراکم‌تر جدید بریگمانیت و پریکلاز تبدیل می‌شوند. این حالت را می‌توان با استفاده از امواج لرزه‌ای ناشی از زمین‌لرزه مشاهده کرد که در مرز تبدیل، بازتابیده یا شکسته شده و از فیزیک کانی‌ها پیش‌بینی می‌شوند، زیرا تغییرات فاز وابسته به دما و چگالی است و در نتیجه به عمق بستگی دارد.

## ناپیوستگی ۴۱۰ کیلومتر – گذار فاز
در داده‌های لرزه‌نگاری یک اوج در ژرفای حدود ۴۱۰ کیلومتر (۲۵۰ مایل) دیده می‌شود همان‌طور که توسط گذار از -α به β-Mg2SiO4 (الیوین به وادسلیت) پیش‌بینی شده است. بر پایه معادله کلازیوس–کلاپیرون پیش‌بینی می‌شود که این تغییر در مناطق سرد در اعماق کمتر (مانند جاهایی که قطعات فرورانشی به زون گذار نفوذ می‌کنند) و در اعماق بیشتر در مناطق گرم‌تر (مانند جایی که ستون‌های گوشته‌ای از زون گذار عبور می‌کنند) رخ می‌دهد. بنابراین، عمق دقیق «ناپیوستگی ۴۱۰ کیلومتر» می‌تواند متفاوت باشد.

## ناپیوستگی ۶۶۰ کیلومتر – گذار فاز
ناپیوستگی ۶۶۰ کیلومتر در پیش‌نشانگرهای PP (موجی که یک‌بار ناپیوستگی را بازتا می‌دهد) فقط در مناطق خاص ظاهر می‌شود، اما همیشه در پیش‌نشانگرهای SS آشکار است. این ناپیوستگی در توابع گیرنده برای تبدیل موج P به S در محدوده وسیعی از اعماق (۶۴۰–۷۲۰ کیلومتر یا ۴۰۰–۴۵۰ مایل)، به صورت بازتاب‌های منفرد و دوگانه دیده می‌شود. معادله کلازیوس–کلاپیرون ناپیوستگی عمیق‌تر در مناطق سرد و ناپیوستگی کم‌عمق‌تر در مناطق گرم را پیش‌بینی می‌کند. این ناپیوستگی به‌طور کلی با انتقال از رینگ‌وودیت به بریگمانیت و پریکلاز مرتبط است. این ناپیوستگی از نظر ترمودینامیکی یک واکنش گرماگیر است و یک جهش گرانروی ایجاد می‌کند. هر دو ویژگی باعث این گذار فاز شده که نقش مهمی در مدل‌های زمین‌پویایی‌شناسی ایفا می‌کند. ممکن است مواد فروچاهشی سرد در این گذار جمع شوند.

## دیگر ناپیوستگی‌ها
وجود یک فاز گذار اصلی دیگر در عمق ۵۲۰ کیلومتر (۳۲۰ مایل) برای گذار الیوین (β به γ) و گارنت در گوشته پیرولیتی پیش‌بینی شده است. این ناپیوستگی تنها به صورت پراکنده در داده‌های لرزه‌نگاری مشاهده شده است.
سایر فازهای گذار غیرجهانی در محدوده‌ای از اعماق پیشنهاد شده‌اند.